# Giornata mondiale dell'acqua

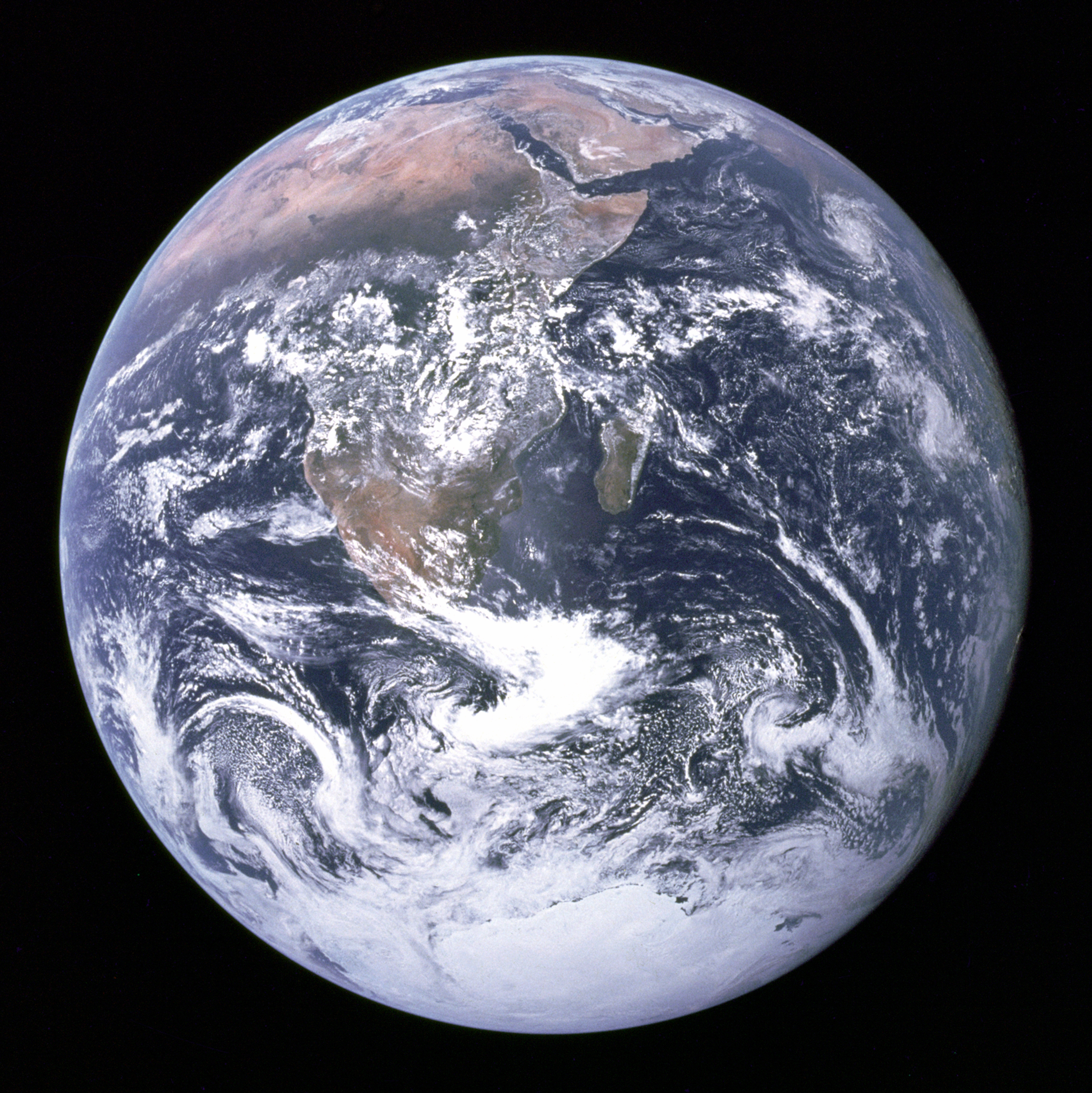
Il 71% della superficie terrestre è coperta da oceani

La Giornata mondiale dell'acqua (in inglese: World Water Day) è una ricorrenza istituita dalle Nazioni Unite nel 1992, prevista all'interno delle direttive dell'Agenda 21, risultato della Conferenza di Rio.

## Storia

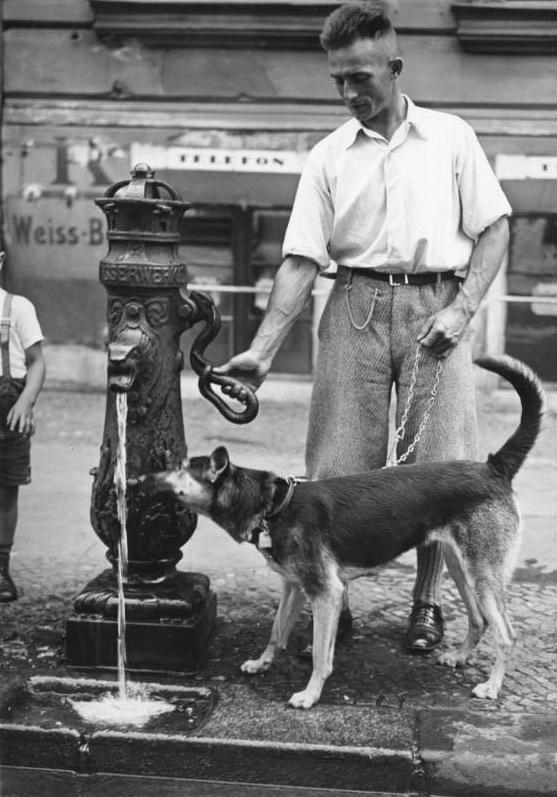
L'acqua è una componente fondamentale di tutti gli organismi viventi presenti sul nostro pianeta

Si celebra ogni 22 marzo. Le Nazioni Unite invitano le nazioni membri a dedicare questo giorno a espletare le raccomandazioni raggiunte con l'Assemblea generale e alla promozione di attività concrete all'interno dei loro Paesi. Con la coordinazione del dipartimento degli affari sociali ed economici delle Nazioni Unite, il giorno internazionale dell'acqua 2005 determinò l'inizio di un secondo decennio internazionale delle Nazioni Unite dedicato all'azione per l'acqua.
In aggiunta agli stati membri, una serie di organizzazioni non governative hanno utilizzato il giorno internazionale per l'acqua come un momento per attirare l'attenzione del pubblico sulla critica questione dell'acqua nella nostra era, con un occhio di riguardo all'accesso all'acqua dolce e alla sostenibilità degli habitat acquatici. Ogni tre anni dal 1997, per esempio, il "Consiglio mondiale sull'acqua" ha coinvolto migliaia di persone nel World Water Forum durante la settimana in cui cadeva il giorno internazionale dell'acqua. Le agenzie promotrici e le organizzazioni non governative hanno messo in luce il fatto che un miliardo di persone non hanno accesso all'acqua pulita, e che la struttura patriarcale, dominante in certi Paesi, determina la priorità nella fruizione dell'acqua disponibile.